# Гарден (лунный кратер)
Кратер Гарден (лат. Harden) — маленький ударный кратер в восточной части чаши огромного кратера Менделеев на обратной стороне Луны. Название присвоено в честь английского биохимика Артура Гардена (1865—1940) и утверждено Международным астрономическим союзом в 1976 г. 

## Описание кратера

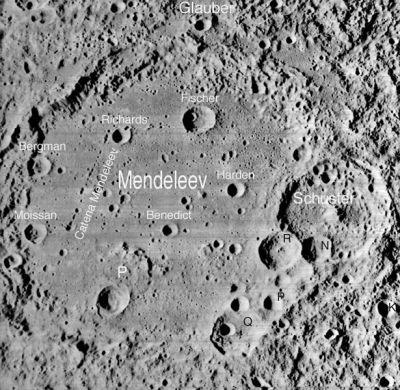
Окрестности кратера Гарден. Снимок Lunar Orbiter-I.

Ближайшими соседями кратера являются кратер Муассан на западе, кратер Бергман на западе-северо-западе, кратер Ричардс на северо-западе, кратер Фишер на севере-северо-западе, кратер Шустер на востоке, а также кратер Бенедикт на юге-юго-западе. На западе от кратера находится небольшая гора, далее к западу лежит цепочка кратеров Менделеева. Селенографические координаты центра кратера 5°28′ с. ш. 143°33′ в. д. / 5,46° с. ш. 143,55° в. д., диаметр 15,0 км, глубина 2,4 км.
Кратер имеет циркулярную чашеобразную форму, практически не подвергся разрушению. Средняя высота вала кратера над окружающей местностью 560 м. Альбедо кратера несколько выше чем у окружающей местности, что свидетельствует о его небольшом возрасте, хотя кратер не окружен породами с высоким альбедо выброшенными при импакте. 

## Сателлитные кратеры
Отсутствуют.